# Alison Cumings
Alison Cumings, née le 18 novembre 1961 à Dartford, est une joueuse professionnelle de squash représentant l'Angleterre. Elle atteint le 6e rang mondial en mai 1986, son meilleur classement. Elle est championne du monde par équipes à trois reprises et championne britannique en 1982.

## Palmarès

### Titres
- Championnats britanniques : 1982
- Championnats du monde par équipes : 3 titres (1985, 1987, 1989)
- Championnats d'Europe par équipes : 5 titres  (1984–1986, 1988, 1989)

### Finales
- Open de Malaisie : 1987
- Championnats britanniques : 2 finales (1984, 1988)